# Gonioctena variabilis
|                               |
| Abb. 2: Seitenansicht         |
|                               |
| Abb. 3: weitere Farbvarianten |

Gonioctena (Spartoxena) variabilis, früher Phytodecta variabilis, ist ein Käfer aus der Familie der Blattkäfer und der Unterfamilie Chrysomelinae. Gonioctena variabilis gehört zur Untergattung Spartoxena. Diese Untergattung der artenreichen Gattung Phytodecta ist in Europa mit fünf Arten vertreten.
Der Gattungsname Gonioctena ist von altgriechisch γονία gonía, deutsch ‚Ecke‘ und κτείς, κτενός ktēīs, ktenós, deutsch ‚Kamm‘ abgeleitet und bezieht sich auf den Zahn auf den Mittel- und Hinterschienen. Der  Name der Untergattung Spartoxena ist von altgriechisch σπάρτος spártos, deutsch ‚Pfriemenginster‘ und ξένε xéne, deutsch ‚Gastfreundin‘ abgeleitet und besagt, dass der Priemenginster Wirtspflanze der Art ist.  Der Artname variabilis von lateinisch variábilis, e ‚verschieden‘ bezieht sich auf die unterschiedliche Körperfarbe und -zeichnung der Individuen (Abb. 3).

## Merkmale des Käfers
Der Käfer hat die runde bis längliche und gewölbte Form, die für die Mehrheit der Blattkäfer typisch ist. Die zahlreichen Farbvarianten überschneiden sich mit denen anderer Blattkäfer. Auch die Körpergröße von fünf bis sieben Millimetern ist wenig aussagekräftig. Eine gewisse Einschränkung ist durch die Futterpflanze und das Verbreitungsgebiet gegeben, das sich auf das westliche Mediterrangebiet beschränkt. Zur sicheren Bestimmung wird eine Genitaluntersuchung empfohlen.
Der Kopf ist schräg nach unten geneigt. Die mäßig gewölbten Augen stehen seitlich am Kopf. Die elfgliedrigen Fühler sind weit voneinander getrennt vor den Augen eingelenkt. Sie erreichen den Hinterrand des Halsschildes nicht. Die letzten sechs Glieder sind wenig, aber zunehmend stark nach innen erweitert.
Der undeutlich punktierte Halsschild ist im Querschnitt stärker gewölbt als die Flügeldecken. An den Seiten ist er nur vor den Vorderecken deutlich gerundet. Die Hinterecken sind wenig über 90° und wenig bis gar nicht nach hinten gezogen. Der Halsschild kann weitgehend schwarz sein mit weißgelblichen Flecken, die sich mehr oder weniger weit von den Vorderecken seitlich nach hinten ausdehnen. Er kann jedoch auch komplett blassgelb sein bis auf je einen runden schwarzen Fleck rechts und links nahe der Basis des Halsschilds.
Die Flügeldecken sind deutlich gepunktet, die Punkte jedoch nur teilweise in Reihen angeordnet. Die Grundfarbe der Flügeldecken reicht von leuchtend rot über orange und gelb bis zu einem grünlichen Grau. Sie ist durch eine unterschiedliche Anzahl schwarzer rundlicher oder eckiger Flecken oder Streifen unterbrochen. Wenn es keine schwarzen Flecken gibt, ist auch die Unterseite des Hinterleibs farblos. Die Farbe und Zeichnung wird durch mehrere Allele gesteuert.
Die Schienen der beiden hinteren Beinpaare tragen vor der Spitze einen scharfen, spornförmigen Zahn, der an den Vorderschienen fehlt (Abb. 2). Die Tarsen erscheinen, wie bei Blattkäfern üblich, viergliedrig (kryptopentamer), die sichtbaren Tarsenglieder sind breit.
Für die Bestimmung der Weibchen mit Hilfe des Geschlechtsapparates ergibt sich in Abgrenzung der sieben weiteren Arten der Untergattung: Die Rückenplatte des achten Hinterleibssegmentes verschmälert sich nach hinten gleichmäßig, sie ist hinten nicht abgeschnürt. Die beiden Hälften dieser Rückenplatte sind an der Basis weit getrennt. Die Bauchplatte des gleichen Hinterleibssegments ist am Hinterrand in der Mitte scharf und tief eingekerbt. Die Vaginaltaster sind weniger als viermal so lang wie breit.

## Larve
Die gelbbraune, nur wenig gewölbte Larve ist raupenähnlich. Im letzten Stadium hat die Larve eine Länge zwischen 8,0 und 9,5 Millimetern. Der Kopf ist stark sklerotisiert und die Mundwerkzeuge zeigen nach unten. Die kurzen Fühler sind dreigliedrig. Das unterste Fühlerglied ist viel breiter als lang, das mittlere etwa gleich lang wie breit und das dritte schmal und konisch zulaufend. Auf jeder Seite des Kopfes liegen drei Punktaugen, eines unter der Fühlereinlenkung und zwei hinter der Einlenkung. Die Oberlippe ist vorn V-förmig ausgeschnitten. Rechts und links des Ausschnittes sitzen am Vorderrand sechs bis sieben nach innen geneigte, kräftige, kurze Borsten. Die Hinterecken sind nur sehr wenig nach hinten gezogen. Auf jeder Seite sitzen zwei Borstenhaare und ein Sinnespunkt. Die symmetrischen Oberkiefer sind fünfzähnig und weisen auf der Außenseite zwei Borsten auf.
Die drei Beinpaare sind gleich lang. Die Zahn auf der Unterseite der Klaue ist im Gegensatz zu den restlichen Arten der Untergattung verschwindend klein.
Brust und Hinterleib sind mit warzenförmigen Erhöhungen (Tuberkel) bedeckt. Auf diesen entspringen jeweils mehrere Haarborsten. Anzahl und Bau dieser Tuberkel grenzt die Art gegen ähnliche Arten ab. Auf dem Rücken des ersten Brustabschnitts sind die Tuberkel zu einer Rückenplatte verschmolzen, am achten und neunten Abdominalsegment ebenfalls. Auf den Abdominalsegmenten eins bis sechs sind jeweils vier dorsale und zwei dorsolaterale Tuberkel vorhanden sowie weitere Tuberkel an der Seite. Am siebten Hinterleibssegment sind je zwei seitlich nebeneinander liegende Tuberkel zu insgesamt zwei hintereinander liegenden Platten verwachsen. Das unter dem seitlichen Tuberkel (Pleuraltuberkel) liegende parasternale Tuberkel des ersten Abdominalsegments ist stark reduziert und trägt nur noch zwei Borstenhaare.

## Biologie
Die Art lebt oligophag an wenigen Ginsterarten und ist an deren Standorte in warmtrockenen Gebieten gebunden.

## Rolle in der Geschichte der Vererbungslehre
1925 gelang es dem Spanier Antonio de Zuleta bei Kreuzungsversuchen mit verschiedener Farbvarianten von Gonioctena variabilis erstmals nachzuweisen, dass auch nicht rezessive Erbfaktoren auf dem Y-Chromosom vererbt werden können.

## Verbreitung
Das Vorkommen der Art ist auf Südfrankreich und Ostspanien beschränkt. Damit liegt es innerhalb des Verbreitungsgebiets der Wirtspflanze Genista scorpius.